# Station Górażdże
Station Górażdże is een spoorwegstation in de Poolse plaats Górażdże.